# Espelette
Espelette – miejscowość i gmina we Francji, w regionie Nowa Akwitania, w departamencie Pireneje Atlantyckie.
Według danych na rok 1990 gminę zamieszkiwało 1661 osób, a gęstość zaludnienia wynosiła 62 osób/km² (wśród 2290 gmin Akwitanii Espelette plasuje się na 253. miejscu pod względem liczby ludności, natomiast pod względem powierzchni na miejscu 334.).
Urodził się tutaj ks. kardynał Roger Etchegaray.